# Mike Weir
Michael Weir (Estados Unidos, 27 de enero de 2000), más conocido como Mike Weir, es un jugador profesional estadounidense de rugby que se desempeña en la posición de apertura en Old Glory DC, equipo perteneciente a la liga Major League Rugby.

## Carrera
En 2022, Weir se unió al equipo Old Glory DC, con el cual disputa su segunda temporada en la Major League Rugby. También fue parte de la selección sub-23 de rugby estadounidense.